# Бєговатово (Арзамаський район)
Бєговатово (рос. Беговатово) — село в Арзамаському районі Нижньогородської області Російської Федерації.
Населення становить 92 особи. Входить до складу муніципального утворення Шатовська сільрада.

## Історія
Від 2009 року входить до складу муніципального утворення Шатовська сільрада.

## Населення
| 1999 | 2002 | 2010 |
| ---- | ---- | ---- |
| 167  | ↘137 | ↘92  |